# 千葉清加
千葉 清加（ちば さやか、10月15日生）は、日本のヴァイオリニスト。千葉県出身。

## 略歴
東京芸術大学音楽学部附属音楽高等学校を経て東京芸術大学卒業。芸大内にて安宅賞を受賞。清水高師、ジェラール・プーレに師事。また室内楽を岡山潔、山崎伸子に師事。
- 所持資格はナチュラルビューティースタイリスト。

## コンクール歴
- 第49回全日本学生音楽コンクール全国大会小学校の部で第1位。併せて兎束賞・東儀賞を受賞。
- 第51回全日本学生音楽コンクール東京大会中学校の部第2位。
- 第1回YBP国際音楽コンクール総合第1位。
- 第2回長野国際音楽コンクール総合第2位。
- 第1回名古屋国際音楽コンクール第1位。
- 第72回日本音楽コンクール第3位。
- 第3回仙台国際音楽コンクール第5位。